# David Conrad
David Conrad (Pittsburgh, Pennsylvania, 17 de agosto de 1967) é um ator estadunidense, mais conhecido por seus papéis em Men of Honor, Ghost Whisperer e Roswell.

## Filmografia

### Televisão
- 2013-2014 Agentes da S.H.I.E.L.D. como Ian Quinn
- 2008 Ghost Whisperer como Jim Clancy
- 2005 Miss Match como Michael Mendelson
- 2005 House, M.D. como Marty Hamilton
- 2003 Boston Public como Dave Fields
- 2000 Roswell como Daniel Pierce
- 1996 Relativity como Leo Roth

### Cinema
- 2008 Follow the Profit como Roger Dalton
- 2007 Crazy como Ryan Bradford
- 2005 Dumpster como Francis Kramer
- 2005 Wedding Crashers como Trap
- 2003 Anything Else como Dr. Reed
- 2000 Men of Honor como Capt. Hanks
- 1999 The Weekend como Lyle
- 1998 Return to Paradise como Tony Croft
- 1997 Snow White como Peter Gutenberg
- 1996 Under Heat como Simon